# حادثه ژوئن ۲۰۱۹ دریای عمان
در ۲۳ خرداد ۱۳۹۸، دو کشتی نفت‌کش در نزدیکی تنگه هرمز و در هنگام عبور از دریای عمان مورد حمله قرار گرفتند. این دو نفتکش «فرونت التر» با پرچم جزایر مارشال و «کوکوکا کاریجس» با پرچم پاناما معرفی شده‌اند. «فرونت التر» از امارات به سمت تایوان، و نفتکش دوم از عربستان به سمت سنگاپور در حرکت بود. یکی از دو نفت‌کش متعلق به ژاپن و دیگری متعلق به نروژ بود. با وجود آتش‌گرفتن دو کشتی، فرانت‌لاین و کاکوکا سانجیو، مالکان دو کشتی، گزارش دادند که تمام افراد خدمهٔ هر دو کشتی به سلامت تخلیه شده‌اند. ایران گزارش داده که تمام ۴۴ فرد خدمهٔ دو کشتی را نجات داده و به ایران آورده است. با این وجود، نیروی دریایی ایالات متحده آمریکا گزارش داده که بعضی اعضای خدمه را نجات داده است. مقامات وزارت دفاع آمریکا گزارش داد که یواس‌اس بینبریج ۲۱ نفر از اعضای خدمه را نجات داده است. هیچ‌کدام از دو کشتی غرق نشدند، اما خرابی قابل‌توجهی به آن‌ها وارد شد. این نفت‌کش‌ها در حال حمل نفت متعلق به ژاپن بودند. همزمان با این اتفاق، شینزو آبه، نخست‌وزیر ژاپن، به تهران سفر کرده‌بود.

## شرح حادثه

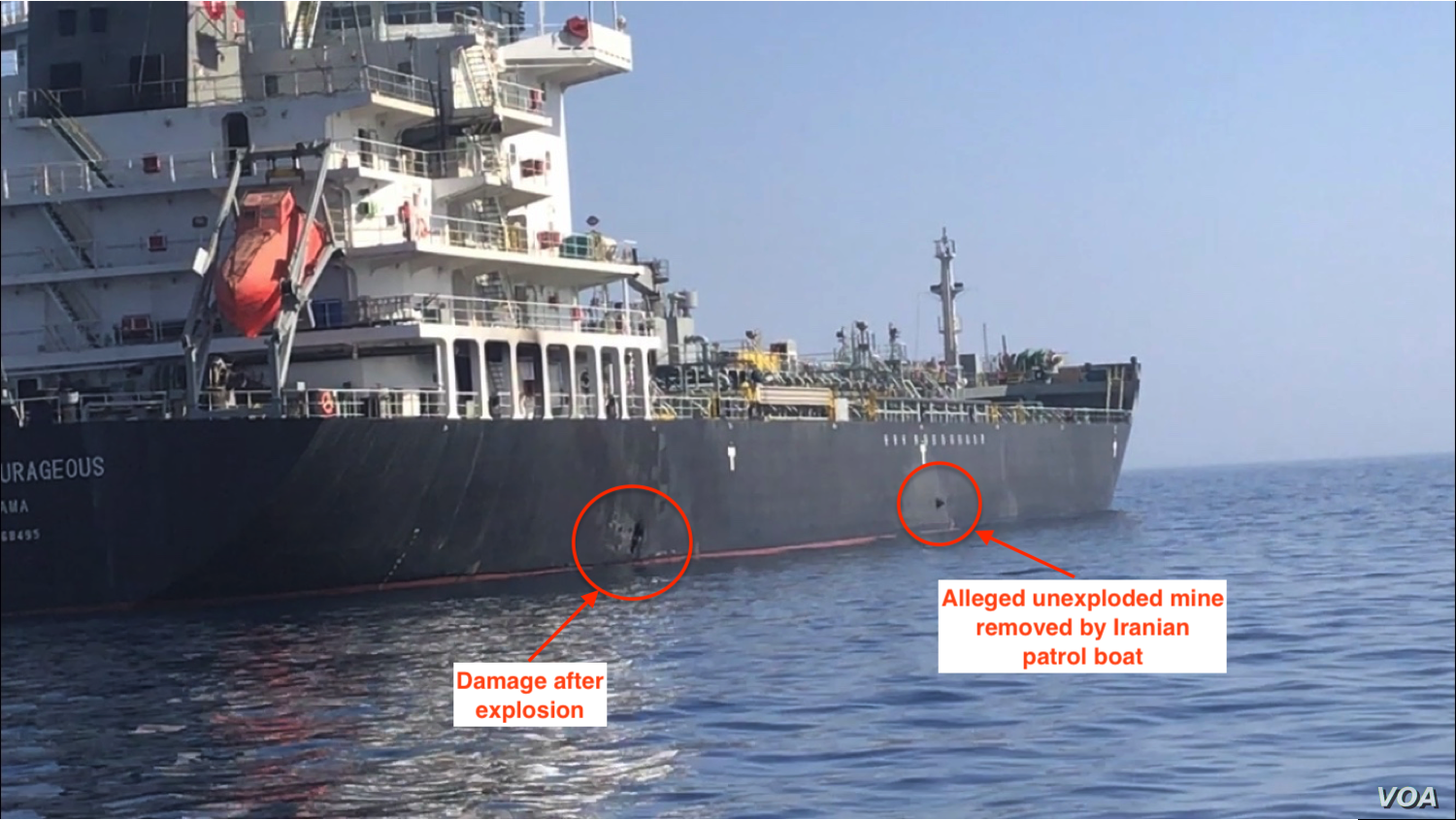
نفتکش «کوکوکا کاریجس» پس از حادثه؛ در سمت چپ عکس آسیب ناشی از انفجار و در سمت راست عکس مینِ ناوچسب عمل نکرده دیده می‌شود.

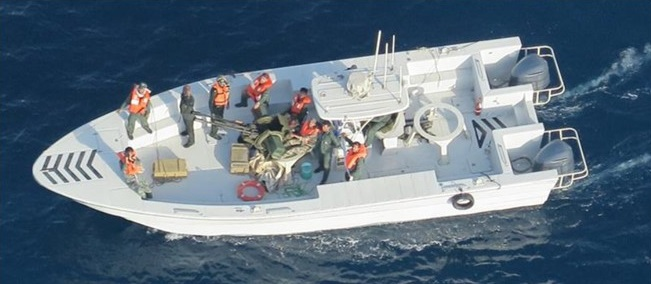
تصویربرداری هوایی از قایق گشتی که مین ناوچسب را از بدنه نفتکش «کوکوکا کاریجس» جدا کرد. مدل و ابعاد این قایق با قایق تندروی سراج متعلق به نیروی دریایی سپاه پاسداران مطابقت دارد.

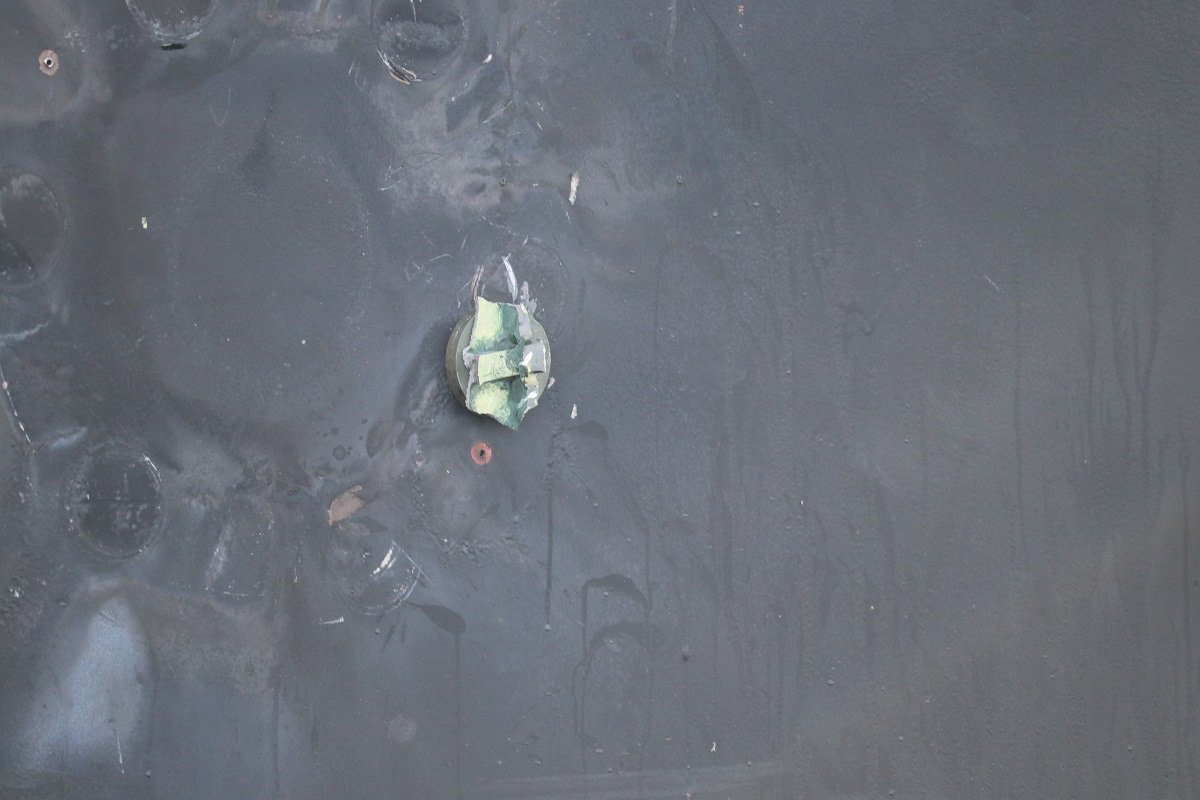
آهنربای چسبیده به بدنه نفتکش «کوکوکا کاریجس»، که ادعا شده است از مین ناوچسبی که از بدنه جدا شد، باقی مانده است.

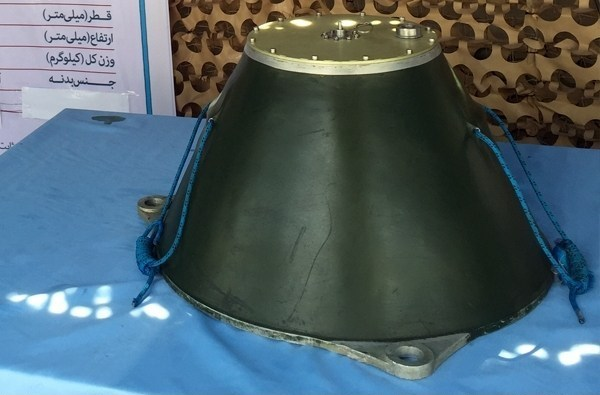
مین ناوچسب ایرانی

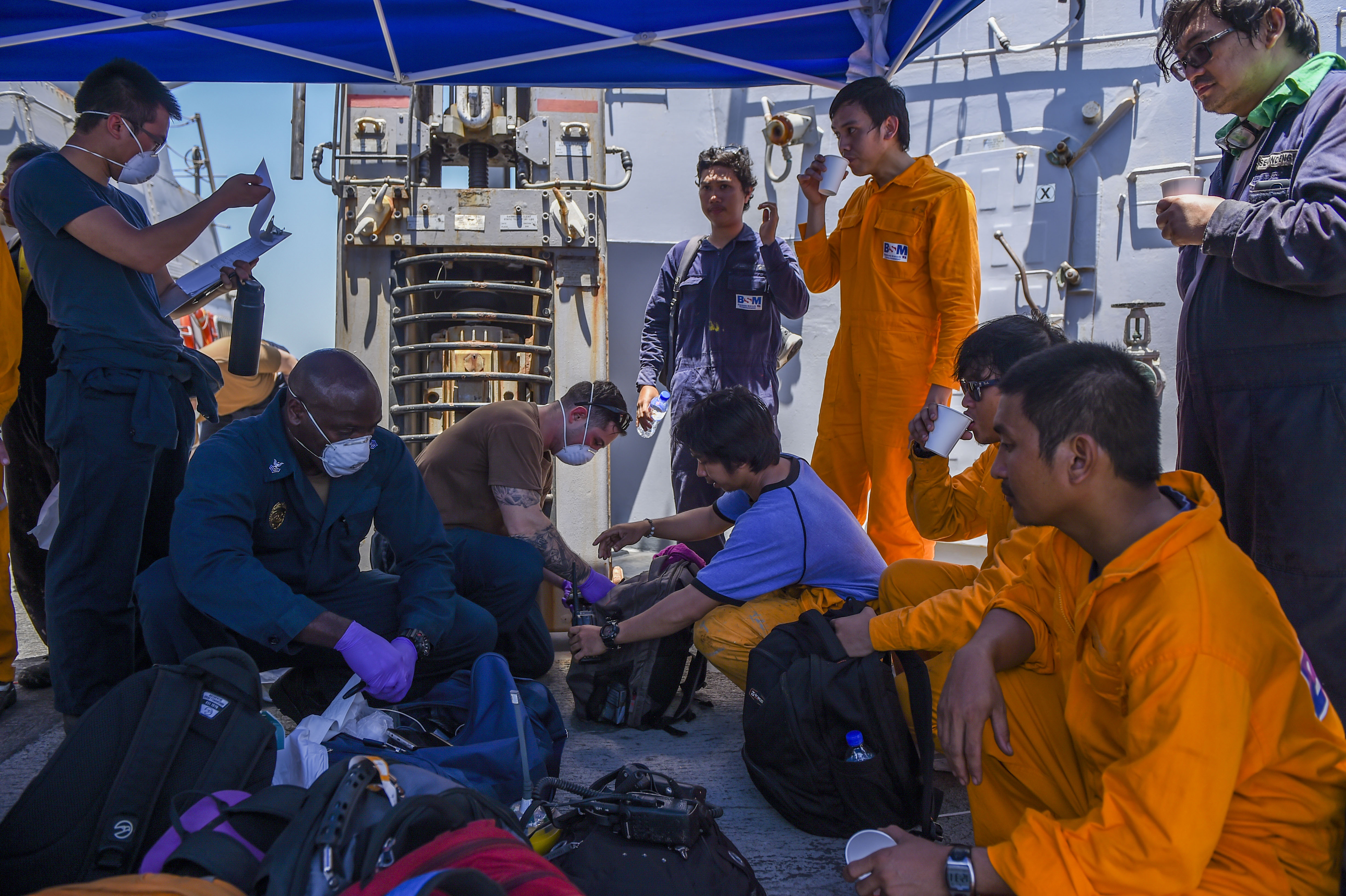
ملوانان نجات یافته از نفتکش «کوکوکا کاریجس» بر روی عرشه ناو یواس‌اس بینبریج متعلق به نیروی دریایی ایالات متحده آمریکا

گزارش‌ها بیانگر ضربه به نفت‌کش‌ها با مین ناوچسب است. ایالات متحده، جمهوری اسلامی را به خرابکاری با مین متهم کرد و در این رابطه فیلم ضبط شده توسط یک پهپاد را منتشر ساخت. اما در ابتدا گفته شده بود که ممکن است کشتی‌ها توسط اژدر مورد اصابت قرار گرفته باشند.
خبرگزاری آسوشیتدپرس به نقل از شرکت کشتیرانی ژاپنی مالک کشتی کوکوکا کارجس (Kokuka Courageous) (یکی از دو کشتی ای که در دریای عمان آتش گرفت) خبر داد که عامل حادثه مین یا اژدر نبوده. ملوانان قبل از حادثه اشیا پرنده ای را دیده‌اند و محل اصابت بالاتر از خط آب است. یک مقام آمریکایی به شبکه تلویزیونی سی‌ان‌ان گفت که ساعاتی پیش از حمله به دو نفتکش، پهپاد ام‌کیو- ۹ آمریکا چند قایق ایرانی را پایش کرده که به سمت نفتکش‌ها در حال حرکت بودند. نیروهای ایرانی یک فروند موشک زمین به هوا به سوی این پهپاد آمریکایی شلیک کرده‌اند، اما موشک به هدف نخورده و در دریا سقوط کرده است. چند روز بعد سنتکام هم تأکید کرد ایران از یک فروند موشک اس‌ای-۷ برای حمله به پهپاد MQ-۹ آمریکا استفاده کرد تا مانع از مشاهده حمله سپاه پاسداران به نفتکش «کوکوکا کوریجس» شود؛ اما این تلاش ایران بی ثمر بود و موشک ایران از فاصله حدوداً یک کیلومتری پهپاد آمریکا رد شد.
پس از انفجار ملوانان نفتکش «کوکوکا کاریجس» توسط ناو آمریکایی یواس‌اس بینبریج نجات یافتند. ملوانان نفتکش «فرونت التر» توسط نیروهای ایرانی نجات یافته و در بندر جاسک مستقر شدند (۱۱ نفر از این افراد روس، ۱۱ نفر فیلیپینی و یک نفر گرجستانی). آنان دو روز بعد، ایران را ترک کرده و وارد دبی شدند. مقام‌های ایالات متحده مدعی شدند که یک شناور تجاری پیش از رسیدن قایق‌های ایرانی این ملوانان را از نفتکش «فرونت التر» نجات داده بود اما قایقهای مسلح سپاه این افراد را به زور از یک کشتی تجاری تحویل گرفتند.
پیشتر آمریکا، ایران را مسئول خرابکاری در چهار نفتکش در فجیره امارات معرفی کرده بود که یک ماه پیش رخ داد.

## پیش‌زمینه
این حادثه زمانی رخ داد که تنش میان ایران، آمریکا و عربستان سعودی بالا بود. در ۸ مه ۲۰۱۸، ایالات متحده از برنامه جامع اقدام مشترک با ایران خارج شد و تحریم‌های خود علیه برنامه هسته‌ای را بازگرداند و «کارزار فشار حداکثری» را علیه ایران آغاز کرد. در پاسخ، ایران تهدید کرد که تنگه هرمز را به روی کشتی‌های بین‌المللی می‌بندد که می‌تواند تأثیر قابل توجهی بر بازار جهانی نفت داشته باشد. تنگه یک نقطه خفه (choke-point) است که از میان آن حدود ۱۷٫۲ میلیون بشکه نفت بصورت روزانه مبادله می‌شود که تقریباً ۲۰ درصد از مصرف جهانی نفت است. در آن مقطع تولید نفت ایران در نتیجه تحریم‌ها به پایین‌ترین حد تاریخی رسیده‌بود. با این حال، عربستان سعودی عرضه خود را حفظ کرد و قیمت‌ها را تا حد معقولی ثابت نگه داشت. به گزارش بی‌بی‌سی، تحریم‌های آمریکا علیه ایران «به رکود شدید در اقتصاد ایران منجر شده است، ارزش پول این کشور را به پایین‌ترین حد خود رسانده، نرخ تورم سالانه آن را چهار برابر کرده، سرمایه‌گذاران خارجی را رانده شده و اعتراض‌ها را برانگیخته است». دونالد ترامپ، رئیس‌جمهور آمریکا پیشنهاد گفت‌وگو با ایران دربارهٔ برنامه هسته‌ای این کشور را داد و گفت که مایل است برای رفع تحریم‌ها و کمک به اصلاح اقتصاد ایران توافقی انجام دهد. با این حال وی احتمال درگیری نظامی با ایران را رد نکرد. ایران اعلام کرد که ایالات متحده باید قبل از شروع هرگونه مذاکره جدید ابتدا به توافق هسته ای بازگردد.
در طول جنگ ایران و عراق، عراق در سال ۱۹۸۱ جنگ نفتکش‌ها را در خلیج فارس آغاز کرد. ایران در سال ۱۹۸۴ زمانی که عراق حملات خود را به نفتکش‌های ایرانی افزایش داد، شروع به حمله تلافی جویانه کرد. در سال ۱۹۸۷، ایالات متحده عملیات اراده جدی را برای محافظت از نفتکش‌های کویتی در برابر حملات ایران آغاز کرد. در ۵ می ۲۰۱۹، جان آر. بولتون، مشاور امنیت ملی آمریکا اعلام کرد که ایالات متحده در حال استقرار یواس‌اس آبرهام لینکلن است. در پی گزارش‌های اطلاعاتی مبنی بر تلاش جمهوری اسلامی برای حمله به نیروهای آمریکایی در منطقه ناو یواس‌اس آبرهام لینکلن و چهار بمب افکن B-52 به خاورمیانه اعظام شدند تا به جمهوری اسلامی ایران پیامی «واضح و غیرقابل انکار» ارسال شود. در ۱۰ می ۲۰۱۹، پنتاگون استقرار یواس‌اس را نیز اطلاع‌رسانی کرد. ارسال یواس‌اس آرلینگتون به همراه یک باتری برای سامانه موشکی پاتریوت جهت تقویت به نیروهای نظامی خود در منطقه دریای عمان صورت گرفت.
حادثه ژوئن ۲۰۱۹ دریای عمان تقریباً یک ماه پس از حادثه مه ۲۰۱۹ دریای عمان رخ داد، بعد از آن تحقیقات بین‌المللی به این نتیجه رسید که چهار نفتکش از نروژ، عربستان سعودی و امارات متحده عربی از طریق یک عملیات پیچیده با مین لیمپت هدف قرار گرفته‌اند. مین‌هایی که توسط یک "حکومت" دیگر کار گذاشته‌شده است. اطلاعات آمریکا فاعلیت این حملات را متوجه جمهوری اسلامی ایران دانست که باعث افزایش تنش شد.
دو نفتکش آسیب دیده در این حادثه فرونت آلتایر متعلق به یک شرکت نروژی و کشتی ژاپنی کوکوکا کوریج بودند. این تانکرها حامل فرآورده‌های نفتی از عربستان سعودی، قطر و امارات بودند. فرانت الطائیر نفتا را از شرکت ملی نفت ابوظبی (ADNOC) از رویس در امارات متحده عربی به سمت تایوان حمل می‌کرد. کوکوکا کورجوس متانول را از جبیل عربستان سعودی و مسعید قطر حمل می‌کرد و عازم سنگاپور بود.

## مسئولیت
مایک پومپئو، وزیر خارجه ایالات متحده، در روز حادثه ایران را مقصر دانست. وی این ارزیابی را بر پایه «اطلاعات، تسلیحات مورد استفاده، تجربه موردنیاز» و «حملات اخیر مشابه ایران به کشتی‌ها» بیان کرد. اما به نوشته گاردین تحقیقات رسمی پیرامون حمله قبلی به نفتکش‌ها مشخص نکرده چه کسی مسئول حمله است. دولت ایران، در پاسخ به این بیانیه، داشتن هرگونه نقشی در این حملات را تکذیب کرد.
در روز حادثه، ارتش ایالات متحده فیلمی منتشر کرد که به ادعای این ارتش، اعضای سپاه پاسداران انقلاب اسلامی را در حال جداسازی یک مین منفجر نشده از پهلوی یکی از نفت‌کش‌ها نشان می‌دهد. مقامات ایران به دلیل «بی‌اساس» بودن این ادعا، آن را رد کردند. آمریکا سپس مدارک نقش ایران در حمله به نفتکشها را در اختیار شورای امنیت قرار داد. شامگاه دوشنبه ۲۷ خرداد ماه وزارت دفاع ایالات متحده عکس‌های جدیدتر، واضح‌تر و رنگی از حمله به نفت‌کش‌ها را منتشر کرده که نیروهای سپاه پاسداران را در حین جدا کردن یک مین عمل نکرده از بدنه کشتی نشان می‌دهد. در ۲۹ خرداد ۱۳۹۸ تیم کارشناسی نیروی دریایی ایالات متحده با اعلام نتایج تحقیق خود گفت مین به کار رفته بسیار مشابه همان مین‌هایی است که ایران در رژه‌های خود به نمایش می‌گذارد. مین‌ها بالاتر از خط آب نصب و منفجر شده، ازینرو بنظر می‌رسد مهاجمان قصد غرق کردن نفتکش را نداشته‌اند. همچنین بررسی محل حمله روی نفتکش ژاپنی با این فرضیه که یک جسم هوایی به آن برخورد کرده، هماهنگ نیست. از محل انفجار آثار انگشت هم بدست آمده که علیه مهاجمان پرونده کیفری تشکیل خواهد شد.
ادعای ایالات متحده، توسط عربستان سعودی، بریتانیا، اسراییل و آلمان پشتیبانی و تأیید شد.
مالک نفتکش ژاپنی گفت که تصور نمی‌کند کشتی‌اش بابت برخورد با مین تخریب شده باشد بلکه منشأ حمله را هوایی دانست. علی واعظ تحلیلگر ارشد گروه بین‌المللی بحران با تأکید بر عدم وجود مدرکی دال بر دست داشتن ایران در حمله به نفتکش‌ها گفت «اسناد معتبری برای متهم کردن ایران ندیده‌ام.» واعظ این احتمال را ممکن دانست که «اقدامی که در ویدئوهای منتشر شده از سوی آمریکا مشاهده شد، عملیات ایران برای نجات خدمه نفتکش باشد.»
این حادثه در جریان سفر دیپلماتیک دو روزه شینزو آبه نخست‌وزیر ژاپن به ایران رخ داد. به گفته وزارت اقتصاد، تجارت و صنعت ژاپن، کشتی‌های مورد هدف حامل محموله‌های «مرتبط با ژاپن» بودند.

## بازخوردها
- رئیس اتحادیه بین‌المللی غیروابستهٔ صاحبان نفت‌کش، در خصوص امنیت دیگر نفت‌کش‌ها در این منطقه اظهار نگرانی کرد.[۱۰] بعضی مقامات ایالات متحده، ایران را مسئول این حملات دانستند.[۱۱][۵۸] بریتانیا نیز گفت دلیلی برای رد اظهارات ایالات متحده نمی‌بیند.[۵۹]
- خرابکار دونالد ترامپ گفت: «حمله به نفتکشها کار ایران بود. به این دلیل کار ایران بود که شما آن قایق را دیدید. شما دیدید که آنها می‌خواستند شبانه مین عمل نکرده را بردارند و این کار را با موفقیت انجام دادند اما دستشان رو شد. آنها نمی‌خواستند هیچگونه شواهد و مدارکی را از خود برجای بگذارند. ایرانیان تنگه هرمز را نخواهند بست؛ و اگر هم ببندند، برای مدت طولانی بسته نخواهد ماند.»[۶۰] چهار روز پس از حمله، پرزیدنت ترامپ دستور اعزام هزار نیروی جدید به خاورمیانه را صادر کرد. این تعداد نیرو بنا به درخواست «سنتکام» و توصیه رئیس ستاد مشترک ارتش آمریکا پس از مشورت با کاخ سفید اعزام شدند.[۶۱]
- مایک پمپئو گفت: «ارزیابی دولت ایالات متحده این است که جمهوری اسلامی ایران مسئول حملات امروز در دریای عمان است. این ارزیابی بر مبنای اطلاعات امنیتی، جنگ‌افزارهای مورد استفاده، سطح تخصص مورد نیاز برای اجرای این عملیات، حملات مشابه اخیر ایران به کشتیرانی، و نیز این واقعیت که هیچ گروه نیابتی فعال در منطقه از منابع و تخصص لازم برای اجرای چنین عملیاتی با این میزان بالای پیچیدگی برخوردار نیست، حاصل شده است.»[۶۲] پمپئو گفت که ایران در تاریخ ۲۲ آوریل جهان را تهدید کرد که روند انتقال نفت در تنگه هرمز را مختل می‌کند و اکنون در جهت عملی کردن آن تهدید، تلاش می‌کند.[۶۳] پرزیدنت ترامپ همه کار برای جلوگیری از بروز جنگ کرده است.[۶۴]

پمپئو در ۲۷ خرداد در گزارشی نوشت تأکید آمریکا این است که مسئله حمله به نفتکش‌ها از سوی ایران، مشکلی جهانی است و محدود به آمریکا نمی‌شود. ما در حال تشکیل ائتلافی جهانی در برابر حملات ایران به نفتکش‌ها هستیم. وی در پاسخ به این پرسش که آیا اعزام بیشتر نیروها به منطقه در کار خواهد بود، پاسخ مثبت داد.
- یک روز پس از حادثه ستاد فرماندهی مرکزی ایالات متحده آمریکا اعلام کرد ناوشکن یواس‌اس میسون وارد دریای عمان شده است. تخصص ناوشکن میسون مقابله با حملات موشکی است.[۶۶]
- پاتریک شاناهان سرپرست وزارت دفاع آمریکا: این مسئله‌ای نیست که فقط به آمریکا ربط داشته باشد. این یک مسئله بین‌المللی است و ما روی ساختن اجماعی بین‌المللی تمرکز می‌کنیم.[۶۷]
- جرمی هانت، وزیر خارجه بریتانیا، گفت که این کشور دلیلی ندارد ادعای ایالات متحده دربارهٔ دست داشتن ایران درانفجار دو نفتکش در دریای عمان را نپذیرد.[۵۹]
- آلمان در ابتدا ادعای آمریکا را رد کرد[۶۸] (این فیلم که بدون تاریخ و زمان است و قایقی فاقد آرم و پرچم را کنار نفتکش نشان می‌دهد ابهامات بیشتری را پیرامون ادعای آمریکا ایجاد می‌کند)[۶۹] اما چند روز بعد آنگلا مرکل صدر اعظم آلمان اعلام کرد که شواهد قوی دربارهٔ دست داشتن ایران در حمله به نفتکش‌ها در دریای عمان وجود دارد. او افزود که این موضوع آلمان را از بیان اینکه «باید هر کاری بکنیم تا وضعیت درگیری با ایران به‌طور صلح آمیز حل شود» بازنمی‌دارد.[۷]
- تام کاتن سناتور آمریکایی گفت «اقدامات جمهوری اسلامی، از جمله حمله به کشتیهای تجاری، مسبوق به سابقه است و می‌تواند با پاسخ نظامی تلافی جویانه روبه‌رو شود. جمهوری اسلامی چهل سال است که این نوع حملات را انجام داده است مانند جنگ نفتکشها در اواخر جنگ ایران و عراق.[۷۰]
- بریتانیا ۱۰۰ نفر از تفنگداران ویژه دریایی خود را به منطقه خلیج فارس را فرستاد. «توبیاس ال‌وود» معاون وزیر دفاع بریتانیا گفت ایران باید بداند بریتانیا مصمم به حمایت از دارایی‌های خود در منطقه است.[۷۱]
- اتحادیه اروپا خواستار خویشتنداری حداکثری ایران و آمریکا شد.[۷۲]
- احمد ابوالغیط، دبیرکل اتحادیه کشورهای عرب گفت «برادران ایرانی من -و من آن‌ها را برادران ایرانی خطاب می‌کنم- این است که مراقب باشند و مسیر را عوض کنند، چون شما همه را به سمت برخوردی سوق می‌دهید که اگر رخ بدهد، هیچ‌کس امنیت نخواهد داشت.»[۷۳]
- ولیعهد عربستان سعودی ایران را متهم به دست داشتن در حمله به نفتکش‌ها کرد اما همزمان اعلام کرد که عربستان سعودی در پی جنگ در منطقه نیست. او گفت: «رژیم ایران حتی به نخست‌وزیر ژاپن احترام نگذاشت و در حالیکه او در تهران بود، به تلاش‌های او با حمله به دو نفتکش که یکی از آنها ژاپنی بود، پاسخ داد.»[۷۴]
- یک روز پس از متهم ساختن جمهوری اسلامی توسط آمریکا، «شی جین پینگ» رئیس‌جمهوری چین وعده داد که روابط خود را با ایران توسعه دهد.[۷۵]
- دولت ژاپن حمله به نفتکش تجاری مرتبط با ژاپن را در دریای عمان محکوم کرد و آن را تهدیدی علیه آرامش و کامیابی ژاپن دانست. در بیانیه محکومیت اشاره‌ای به عامل حمله نشد.[۷۶]
- پس از این حمله، قیمت نفت و دلار در بازارهای جهانی افزایش یافت.[۷۷][۷۸][۷۹]